# فرانك دبليو. ميلبورن
فرانك دبليو. ميلبورن (بالإنجليزية: Frank W. Milburn)‏ هو عسكري أمريكي، ولد في 11 يناير 1892 في جاسبر في الولايات المتحدة، وتوفي في 25 أكتوبر 1962 في ميسولا في الولايات المتحدة.